# Нойенхоф (замок)
Нойенхоф (нем. Schloss Neuenhof) — средневековый замок недалеко от города Эйзенах в Тюрингии, Германия.

## История

### Ранняя история
Точное время основания замка остаётся дискуссионным вопросом. Но считается, что небольшое укрепление на высоком берегу реки Верра существовало уже в Средние века.

### Эпоха Ренессанса
Первое документальное упоминание о поместье Нойенхоф относится к 1405 году, когда рыцарь Иоганн фон Штайн цум Либенштайн и его брат Ветцель Кеменате получили в качестве феода деревню Нойенхоф. Сюзереном братьев, который и даровал им поместье, по документам был род фон Нессельрёден (фон Нессельроде). Всё это происходило с одобрения влиятельного аббата Херсфельдского Хельвига фон Рукуса (ди Роггенхаузена). Позднее единственная дочь аббата, Гертруда, вышла замуж за Георга фон Рекродта. Ему в 1441 году и досталось имение Нойенхоф. В браке Гертруды и Георга родились четыре сына. Двое из них, Герман и Георг-Берльт, унаследовали замок. Каждый из них также имел сыновей. В результате к 1553 году у замка Нойенхоф было четыре владельца, представлявших разные линии рода фон Рекродт. 

### Новое время

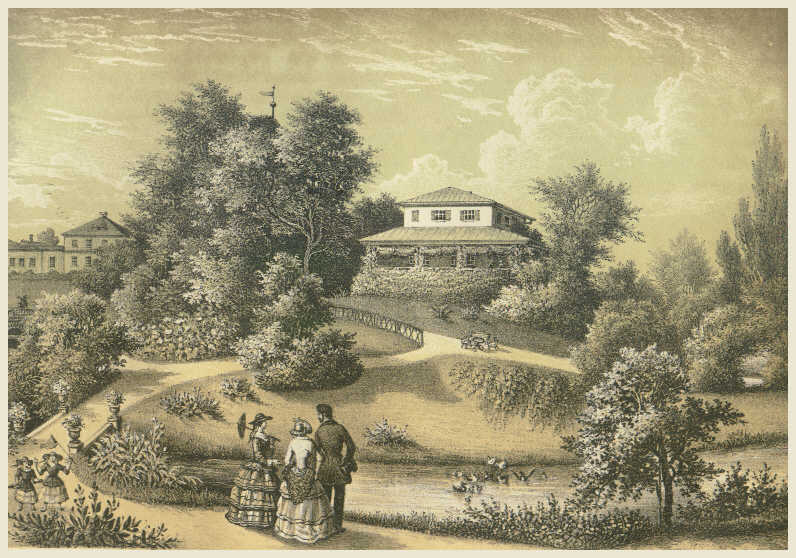
Замок Ноейнхоф на рисунке 1858 года

Весь XVII век продолжался сложный процесс дробления собственности. Некоторые линии рода угасали, а некоторые снова делились. Через замужество женщин из рода Рекродт доли замка переходили в собственность их мужей. Отдельные представители семьи пытались скупать у родственников права на долю в наследстве для увеличения своей собственной доли. Эти процессы продолжились и в XVIII веке. Но очень долго никто не мог стать единовластным собственником Нойенхофа.   
В 1777 году все доли окончательно выкупил барон Адольф Герман фон Ридезель, чьи предки ещё в 1707 году купили половину имения и замка Нойенхоф за 7000 талеров. Барон был прекрасно образован и отличался гостеприимством. Он решил создать из замка уютную резиденцию, а вокруг разбить просторный парк. Его дело продолжил сын Георг. В парке появились фонтаны и беседки. А благодаря гостеприимству хозяина, сюда на прогулки начала съезжаться вся окрестная знать. Помимо прочего семья фон Ридезель смогла добиться значительных успехов в управлении обширными сельскохозяйственными угодьями, которые принадлежали поместью. 
У Георга фон Ридезеля была единственная дочь, Мария. Через её брак с представителем династии фон Ротенхан замок обрёл нового владельца. 

### XIX век
В 1863 году замок Нойенхоф перешёл в собственность старинного франконского дворянского рода фон Ротенхан. Возможно это спасло строение от упадка и разрушения. Новые владельцы решили восстановить Ноенхоф в стиле историзма. Соответственно внешний облик должен был максимально напоминать о Средневековье. Уже в 1863 году замок начались ремонтно-восстановительные работы. Обновлённый комплекс принято считать соответствующим стилю готического возрождения. 

### XX век
После завершения Второй мировой войны в 1945 года Нойенхоф оказался в советской зоне оккупации Германии. Семейная собственность рода фон Ротенхан была экспроприирована. Замок и окружающие его строения перешли в муниципальную собственность. 
В 1947 году здесь был основан дом престарелых. Однако через шесть лет, в 1953 году, назначение комплекса изменили. Замок стал базой пограничных войск ГДР. После того, как для солдат и офицеров построили специальные казармы на северо-западной окраине Айзенаха, военные оставили Нойенхоф. Крепость снова перешла под контроль местных властей. И вскоре замок приспособили под жилые квартиры. В числе прочего здесь разместили молодёжный клуб, кабинет врача и детский сад. А также в Нойенхофе разместилось управление недавно созданного сельскохозяйственного производственного кооператива. 
После объединения Германии в 1990 году замок некоторое время оставался заброшенным. Однако вскоре по закону о реституции Нойенхоф вернули прежним владельцам. Представители рода фон Ротенхан (проживавшие до того времени в ФРГ) провели в 1990-е годы масштабный ремонт замка.

## Расположение
Замок находится рядом с историческим центром поселения Нойенхоф в Тюрингии на высоком берегу реки Верра в Тюрингии. Совсем рядом с замком находится местная церковь. К западу от Ноейхофена расположены руины крупной крепости Бранденбург, а к юго-востоку — знаменитый Вартбургский замок.  

## Замковый парк
Комплекс окружён старинным замковым парком, созданным в своё время по проекту известного немецкого ландшафтного дизайнера Эдуарда Петцольда. 
Общая площадь парка составляет почти 3,5 гектара. Основные работы по благоустройству, прокладке дорожек и высадке деревьев производились в период с 1838 по 1843 год. Парк разбили по инициативе барона Георга Ридезеля. Он непосредственно принимал участие в составлении проекта Эдуардом Петцольдом, в то время ещё не очень известного дизайнера. Парк стал единственным на реке Верра. В настоящее время он признан выдающимся памятником садово-паркового искусства XIX века. 
Во времена ГДР парк поначалу оказался заброшен. Многие его уголки покрылись непроходимыми зарослями. В конце 1960-х годов прямо через парк проложили линию водопровода. Затем в парке создали просторную зелёную зону для проведения праздников и создали танцевальную площадку с бетонным полом. В это же время построили лестницу к церкви. 
Работы в парке по благоустройству начались только в 1982 году. Началась расчистка территории от диких зарослей, были восстановлены дорожки, удалены больные деревья, а взамен них высажены новые. 
С апреля 1991 года началась комплексная реконструкция парка. В том числе начали восстанавливать прежние объекты: павильоны, беседки, цветочные клумбы, фонтаны и пр.. В честь 100-летия со дня смерти Эдуарда Петцольда в парке была открыта мемориальная доска. 
В 1998 году местные власти разработали концепцию развития парка. В 2011 году были демонтированы остатки сцены и прежнего танцпола.

## Галерея

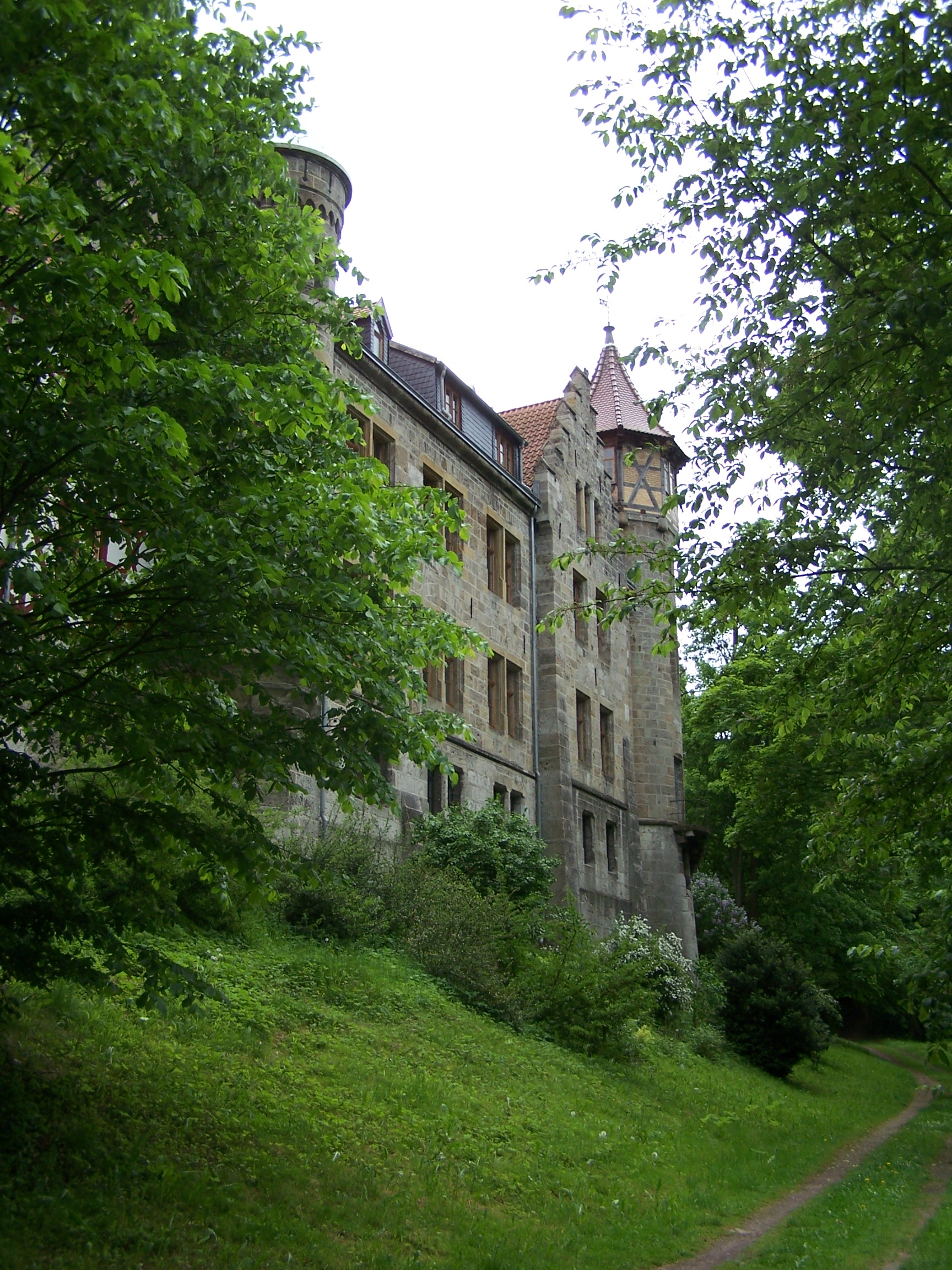
Западный фасад замка Нойенхоф
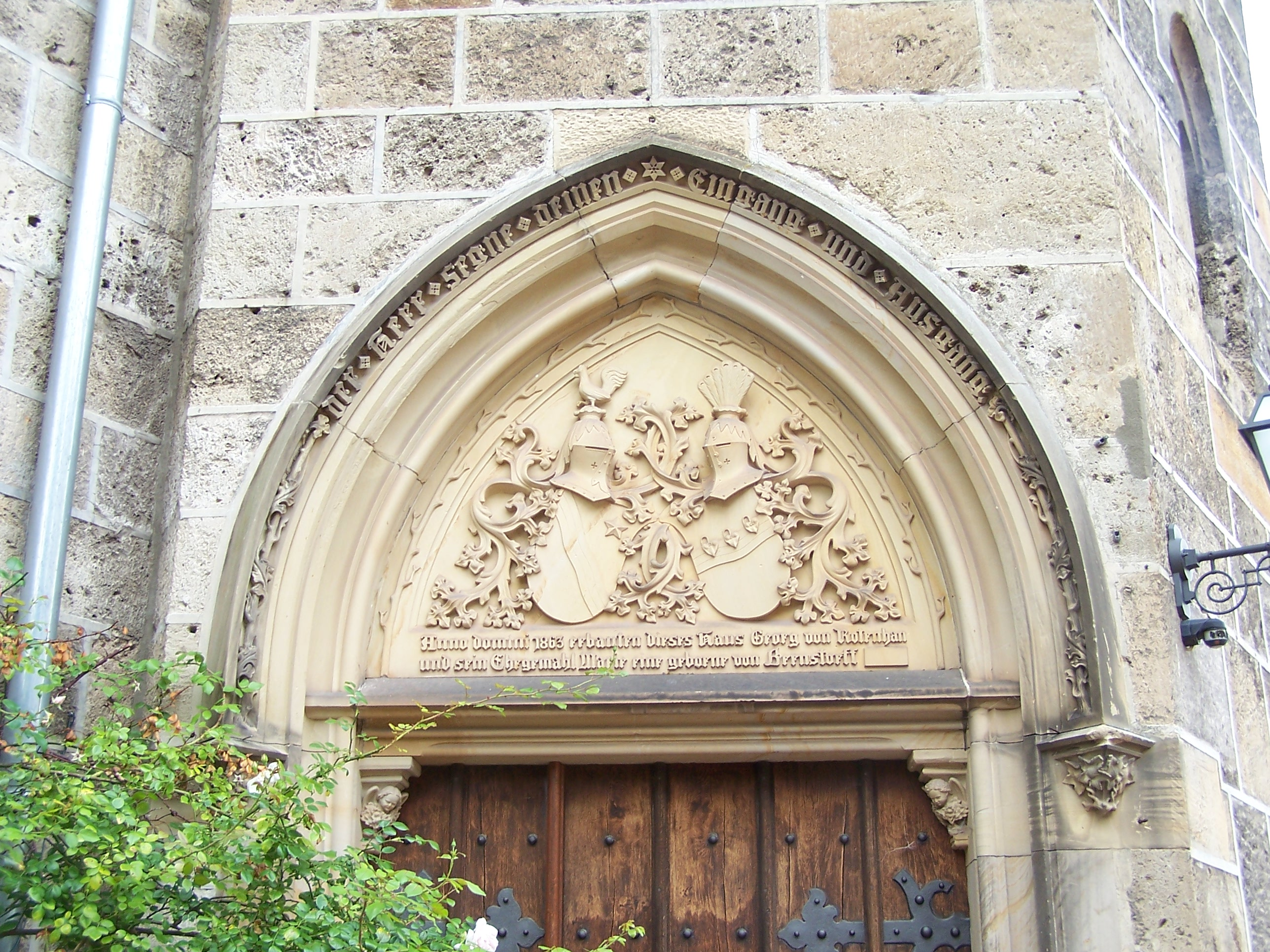
Родовые гербы над входом
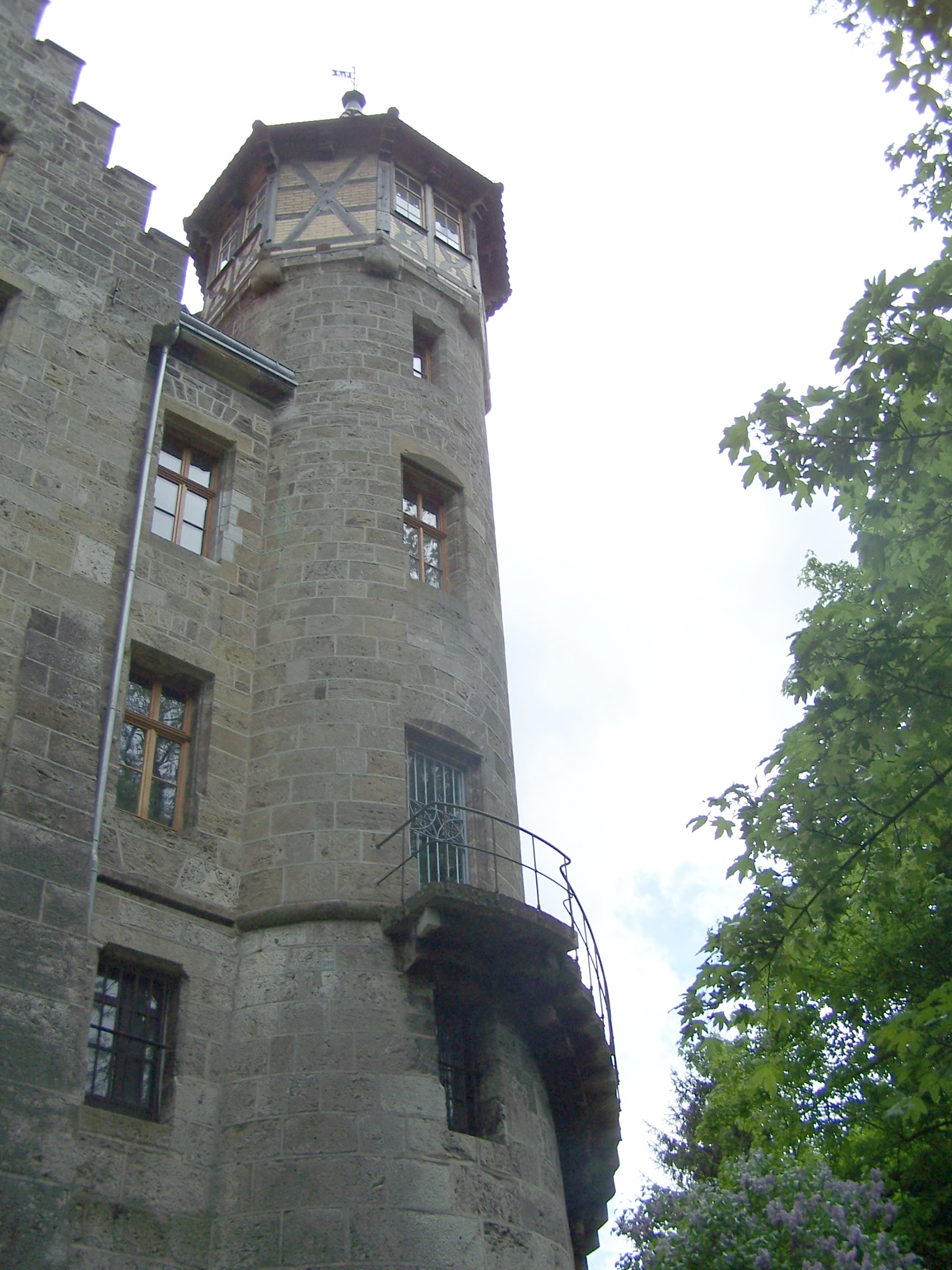
Угловая башня в юго-западной части замка
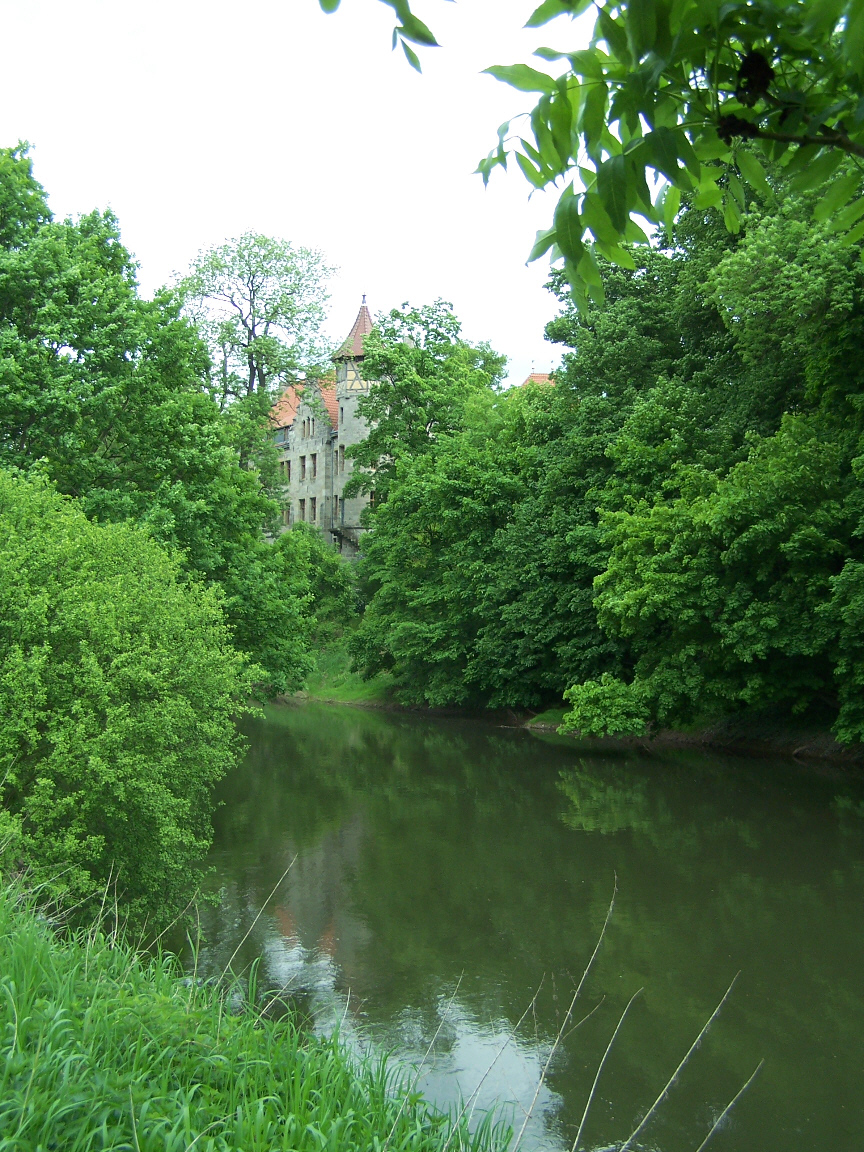
Вид замка Нойенхоф со стороны реки